# تيكومة رفيعة الأزهار
تيكومة رفيعة الأزهار (الاسم العلمي:Tecoma tenuiflora) هي نوع من النباتات يتبع جنس التيكومة من الفصيلة البنيونية.